# Rudy Tomjanovich
Rudolph "Rudy" Tomjanovich, né le 24 novembre 1948 à Hamtramck dans le Michigan, est un joueur et entraineur américain de basket-ball.
Après une carrière universitaire chez les Wolverines de l'université du Michigan, il est sélectionné au deuxième rang de la draft 1970 par la franchise des Rockets de San Diego, qui devient les Rockets de Houston, franchise où il joue les onze saisons de sa carrière en National Basketball Association (NBA).
En tant qu'entraineur, il remporte avec Rockets de Houston deux titres de la NBA, lors des Finales 1994 face aux Knicks de New York et 1995 face aux Magic d'Orlando. Sélectionneur des États-Unis il remporte la médaille d'or aux Jeux olympiques 2000 à Sydney.
Il est intronisé au Basketball Hall of Fame en 2020.

## Biographie
Rudy Tomjanovich est issu d'une famille croate. Dans la banlieue de Detroit, son père, tenant un petit commerce de chaussures, a du mal à subvenir aux besoins des siens, et les Tomjanovich dépendent de l'assistance publique. Rudy commence ses études dans sa ville natale

### Carrière de joueur

#### Carrière universitaire

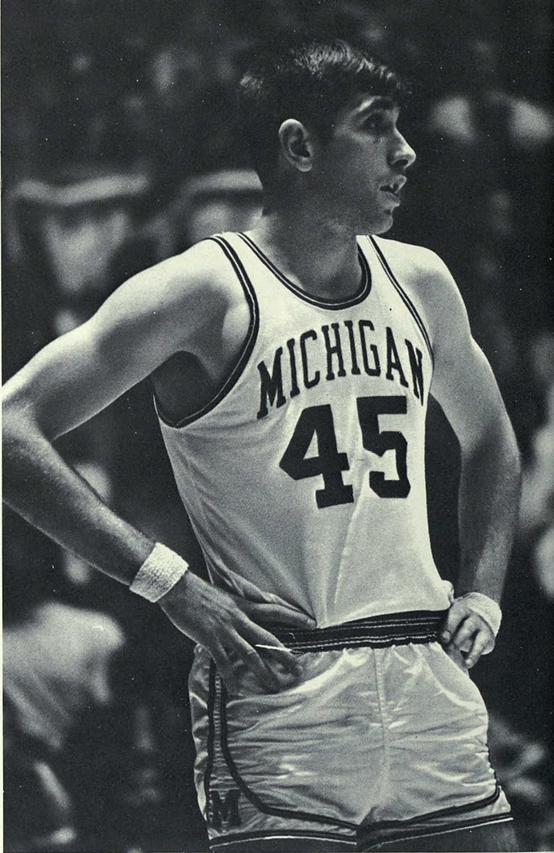
Rudy Tomjanovich en 1970 avec l'Université du Michigan

Rudy Tomjanovich évolue avec les Wolverines de l'université du Michigan de 1967 à 1970. Élu dans le deuxième cinq de la Big Ten Conference en 1968, il intègre le premier cinq lors des deux saisons suivantes. Lors de ces deux saisons, il est le meilleur rebondeur de la conférence, avec respectivement 14,2 puis 15,7 rebonds par matchs. En 1970, il est égalemnt le meilleur de la conférence en terme de points inscrits avec 722. Sa moyenne de 14,3 rebonds en carrière le place encore en 2025 à la quatrième place de l'histoire de la conférence, derrière Jerry Lucas, John Green et Walt Bellamy. Durant la saison 1969-1970, il est nommé dans le deuxième cinq All America par l'Associated Press.
En février 2003, il devient le deuxième joueur des Wolverines à voir son maillot retiré, après Cazzie Russell.

#### Carrière NBA
Lors de la draft 1970 de la NBA, Rudy Tomjanovich est sélectionné en deuxième position, derrière Bob Lanier et devant Pete Maravich, par le club des Rockets de San Diego (qui devient en 1972 les Rockets de Houston).
Pour sa première saison, sous la direction de Tex Winter, il présente des statistiques de 5,3 points et 4,9 rebonds en 13,8 minutes. Son temps de jeu augmente largement saison suivante, atteignant 34,5 minutes, ses statistiques atteignant 15,0 points et 11,8 rebonds. Avec sensiblement le même temps de jeu, une moyenne de 11.6 rebonds mais il marque désormais 19,3 points la saison suivante.
Lors de la saison 1973-1974, son temps de atteint 40,3 minutes pour des moyennes de 9,0 rebonds  et 24,5 points, il est sélectionné pour le NBA All-Star Game 1974. Avec des statistiques de 7,6 rebonds et 20,7 points en 38,7 minutes, Rudy Tomjanovich obtient une deuxième sélection consécutive pour le All-Star Game. Les Rockets, absents depuis 1969 des playoffs, se qualifient pour ceux de 1975 où ils battent les Knicks de New York puis s'inclinent 4 à 1 en demi-finale de Conférence Est face aux Celtics de Boston. Tomjanovich obtient une nouvelle pour le All-Star Game lors de l'édition 1976 avec des statistiques de 19,6 points et 8,4 rebonds en 36,9 minutes lors de la saison 1975-1976, saison où les Rockets ne parviennent pas à se qualifier pour les playoffs.
Les Rockets renouent avec les Playoffs en 1977, victoire en demi-finale de conférence, 4 à 2 face aux Bullets de Washington, puis  défaite sur le même score face aux 76ers de Philadelphie lors du tour suivant. Tomjanovich réussit 21,6 points et 8,4 rebonds en 38,1 minutes et est présent pour la quatrième fois au All-Star Game. Après une saison sans présence en playoffs, où il marque 21,5 points et capte 6,0 rebonds en 36,9 minutes, Tomjanovich dispute pour la troisième fois à des playoffs où les Rockets sont éliminés par les Hawks d'Atlanta. Lors de la saison régulière, ses statistiques sont de 19,0 points, 7,7 rebonds en 35,7 minutes. Les Rockets sont de nouveau présent aux playoffs victoire au premier tour face aux Spurs de San Antonio puis élimination en demi-finale face aux Celtics de Boston. Son temps de jeu diminuant, passant à 29,6 minutes, sa moyenne de point passe sous la barre des vingt points, 14,2 points. Il capture 5,8 rebonds. Cette tendance se poursuit lors de la saison 1980-1981 avec 11,6 points et 4,0 rebonds en 24,3 minutes. Les Rockets, qui évoluent désormais dans la Conférence Ouest disputent les playoffs, battant les Lakers de Los Angeles au premier tour, les Spurs de San Antonio en demi-finale eles Kings de Kansas City en finale de conférence pour atteindre les Finales NBA, s'inclinant 4 à 2 face aux Celtics.
Pendant sa carrière, Tomjanovich obtient des moyennes de 17,4 points et 8,1 rebonds. Ses statistiques, 13 383 points et 6 198 rebonds le placent, encore en 2025, au quatrième rang de l'histoire des Rockets de ces deux catégories, en 768 matchs, troisième derrière Hakeem Olajuwon et Calvin Murphy. Olajuwon dominant les statistiques des points et des rebonds. À la fin de sa carrière de joueur, son maillot, le numéro 45 est retiré par son club ainsi que par le club de l'université du Michigan.
Il est principalement connu pour un incident qui se déroule pendant un match du 9 décembre 1977 où le joueur des Lakers de Los Angeles Kermit Washington le frappe violemment au visage. Il a le nez cassé, la mâchoire fracturée et un traumatisme crânien. Il est écarté des terrains pendant plus de cinq mois.

### Carrière d'entraîneur

#### NBA
Rudy Tomjanovich occupe un poste d'assistant des Rockets depuis 1983. D'abord de Bill Fitch puis depuis 1988 Don Chaney. En 18 février 1992,il est nommé entraineur en chef à la place de ce dernier. 
Pour sa première saison complète à la tête de l'équipe, en 1992-1993, les Rockets terminent à la première place de la division Midwest et atteignent les playoffs, remportant par 3 à 2 le premier tour face aux Clippers de Los Angeles avant de s'incliner lors de la manche décisive face aux SuperSonics de Seattle en demi-finale de conférence. Tomjanovich entraineur du mois d'avril, termine au deuxième rang des votes désignant le titre de NBA Coach of the Year.
Lors de la saison suivante, les Rockets, s'appuyant sur Hakeem Olajuwon, NBA Most Valuable Player et NBA Defensive Player of the Year, remportent de nouveau le titre de division et terminent au deuxième rang de la conférence. Les Rockets utilisent un jeu basé sur un Big man encadré par des joueurs capables de marquer à trois points, avec une moyenne de 15,7 tentatives à cette distance, meilleur score de la ligue, contre  9,9 tentatives pour les autres équipes. Lors des playoffs, ils éliminent les Blazers de Portland sur le score de 3 à 1, puis les Suns de Phoenix par 4 à 3 et le Jazz de l'Utah en cinq manches. Les Finales opposent les Rockets aux Knicks de New York, confrontation qui voit s'affronter deux pivots dominant, Olajuwon et Pat Ewing, les deux hommes s'étant disputés un titre, celui de la NCAA 1984 (en). Après sa défaite lors de la cinquième manche à New York, Tomjanovich, pour remédier aux prises à deux sur Olajuwon, change stratégie en attaque : son pivot est placé avec la balle sur un coté, et trois coéquipiers sur l'aile opposée pour laisser un couloir dans la raquette. Le cinquième joueur s'engage dans celui-ci, obligeant ainsi un défenseur de quitter son aide sur Olajuwon, permettant à ce dernier de jouer en un contre un. Possédant l'avantage du terrain, Houston remporte les deux dernières manches, 90 à 84 lors de la rencontre décisive.
Le choix de l'échange Otis Thorpe, ailier fort de Houston, contre l'ailier de Portland Clyde Drexler questionne, mais Tomjanovitch positionne Robert Horry en ailier fort,  s'offrant ainsi une arme en plus derrière la ligne à trois points. Les Rockets remportent un deuxième titre consécutif lors des Finales 1995 face au Magic d'Orlando sur le score de 4 à 0. Sixième de la conférence Ouest, Ils se sont imposés lors ces playoffs face à des équipes présentant un meilleur bilan, d'abord face au Jazz de l'Utah, troisième, au premier tour, puis face au deuxième les Suns de Phoenix et enfin  en finale de conférence les Spurs de San Antonio, meilleur bilan de la saison. Après ce titre, Tomjanovich déclare : « il ne faut jamais sous-estimer le cœur d'un champion ».
Cinquième de la conférence Ouest, les Rockets remportent le premier tour des playoffs face aux Lakers de Los Angeles puis s'inclinent sur un sweep ou balayage, 4 victoires à 0, face aux SuperSonics de Seattle lors du tour suivant. Charles Barkley arrive lors de la saison 1996-1997. Malgré un excellent début de saison, des blessures de Barkley limitent l'équipe des Rockets à la troisième place de la conférence en raison, le Big Three composé de Barkley, Drexler et Olajuwon apportant une moyenne de 60,5 points par matchs. Lors des playoffs 1997, ils éliminent les Timberwolves du Minnesota pour retrouver les SuperSonics, et l'emporter lors de la manche décisive. La finale de conférence est remportée 4 à 2 par le Jazz de l'Utah.
Qualifiés en huitième position lors de la saison suivante, les Rockets s'inclinent au premier tour des playoffs 1998 face au Jazz. Lors de l'édition suivante, l'arrivée de Scottie Pippen semble permettre aux Rockets de pouvoir prétendre au titre mais la franchise termine au cinquième rang de la conférence. ce sont les Lakers de Los Angeles qui mettent un terme à la saison des Rockets. Les saisons suivantes, les Rockets ne parviennent pas à se qualifier pour les playoffs.
En mars 2003, il annonce qu'il va devoir mettre un terme pour soigner une tumeur cancéreuse sur la muqueuse de sa vessie.
En 2004, il signe un contrat de cinq ans pour prendre la succession de Phil Jackson chez les Lakers, qui viennent de surcroit de perdre Shaquille O'Neal. Toutefois, il démissionne après 41 matchs, expliquant celle-ci par le stress. Il reste toutefois chez les Lakers, occupant un poste il a continué avec eux en tant que consultant jusqu’en 2017.
Au total, dirige 943 rencontres de saisons régulières, remportant 527 victoires, dont 900 matchs et 503 victoires avec les Rockets et 43 rencontres et 24 victoires	avec les Lakers. En playoffs, il compte 90 rencontres et 51 victoires, toutes avec les Rockets. Il est l'entraineur des Rockets comptant le plus grand nombre de matchs et de victoires.
Le 15 février 2006, il est nommé directeur à l’association américaine de basket-ball.

#### Sélection américaine
Les problèmes sociaux au sein de la NBA, qui vont entrainer le lockout lors de saison 1998-1999, décident USA Basketball à renoncer à utiliser des joueurs NBA, comme Grant Hill, Tim Duncan, Kevin Garnett et Gary Payton, pour former la sélection américaine en vue des mondiaux 1998 qui se déroulent en Grèce. Malgré cela, Tomjanovich pense son équipe, formée de joueurs de NCAA, de la Continental Basketball Association (CBA) ou de joueurs évoluant à l'étranger, capable de remporter la médaille d'or. Lors de la compétition, les Américains s'inclinent lors de leur deuxième rencontre face à la Lituanie, puis en demi-finale, face à la Russie, équipe qui comble un retard de dix points lors des trois dernières minutes. Les États-Unis remportent la médaille de bronze en battant la sélection grecque sur le score de 84 à 61.
Qualifiée pour les Jeux olympiques d'été de 2000 grâce à une victoire lors des tournoi des Amériques 1999 (en) à Porto Rico sous la direction de Larry Brown, sélection américaine avec Tomjanovich à sa tête, et Brown comme adjoint, malgré l'absence de Kobe Bryant, Shaquille O'Neal, Tim Duncan, Grant Hill, Allen Iverson, peut compter sur une sélection de joueurs majeurs de la NBA, avec Ray Allen à Vince Carter, Kevin Garnett, Tim Hardaway, Allan Houston, Jason Kidd, Gary Payton et Alonzo Mourning. Lors du dernier match de poule, l'équipe de France parvient à ne perdre que 106 à 94 alors que les Américains présentaient des moyennes de 100 points inscrits par match pour 66 encaissés. Ces derniers s'imposent en quart de finale face à la Russie, puis difficilement face à la Lituanie, 85 à 83,. Ils retrouvent en finale les Français, qui revenus à quatre points avec quatre minutes, s'inclinent finalement 85 75.

## Palmarès

### En tant que joueur
- 5× NBA All-Star (1974, 1975, 1976, 1977, 1979)
- Numéro 45 retiré par les Rockets de Houston

### En tant qu'entraîneur
Avec les Rockets de Houston, il est :
- deux fois champion de la NBA en 1994 et 1995
- désigné entraîneur du NBA All-Star Game (1997)

Avec la sélection américaine, il remporte :
- la médaille d'or des Jeux olympiques 2000 à Sydney.
- la médaille de bronze des mondiaux 1998 en Grèce.

### Distinctions personnelles
Tomjanovich est devancé par Pat Riley pour le titre de NBA Coach of the Year en 1993. Il est désigné plusieurs fois NBA Coach of the Month en avril 1993, novembre 1993 et novembre 1993.
Tomjanovich est intronisé au Basketball Hall of Fame en 2020, devenant le neuvième entraineur de NBA à remporter deux titres de champion consécutif et d'être membre de ce Naismith Memorial Basketball Hall of Fame. Troisième entraîneur à détenir un titre olympique et un titre de champion NBA avec Chuck Daly et Lenny Wilkens, il rejoint ainsi ses deux prédécesseurs à ce panthéon.
Il est récompensé par la National Basketball Coaches Association (en) du Chuck Daly Lifetime Achievement Award en 2024.
Le Rudy Tomjanovich Award, portant son nom, est un titre honorifique décerné depuis 2011 par la Professional Basketball Writers Association (PBWA), organisation composée de 200 journalistes et éditeurs spécialisés dans le basket-ball.